# 华中师范大学校史

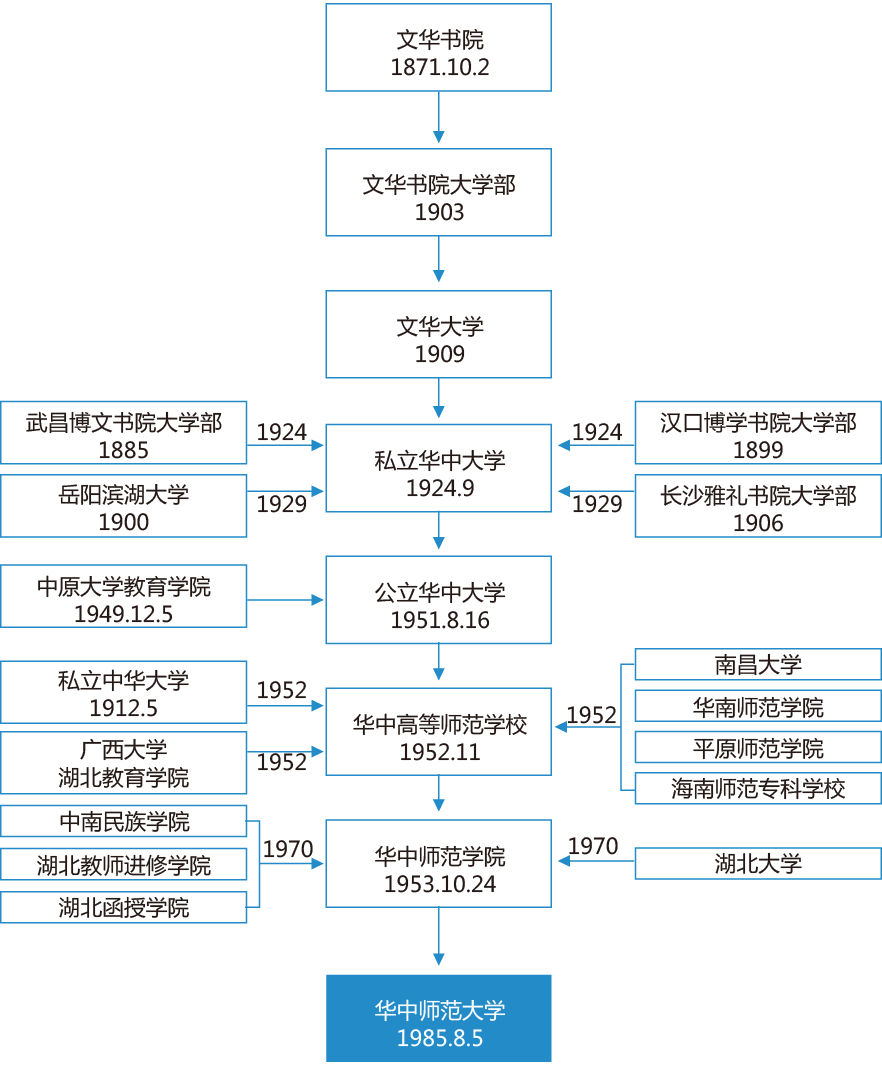
华中师范大学历史沿革

华中师范大学，位于今中华人民共和国湖北省武汉市，办学源头可以追溯到1871年成立的文惠廉纪念学堂（中文名为文华书院），正式校史始于文华书院1903年增设的大学部，后逐步发展成为文华大学。1924年改制为华中大学，若干高校逐步并入。1927年，文华图书科独立，称为文华图书馆学专科学校（后并入武汉大学）。1949年，接管华中大学，后改为公立，称为「公立华中大学」。1952年，与私立武昌中华大学和中原大学合并组建为华中高等师范学校，迁往武昌桂子山，后经若干次合并组建，1985年正式定名为华中师范大学。

## 文华书院时期

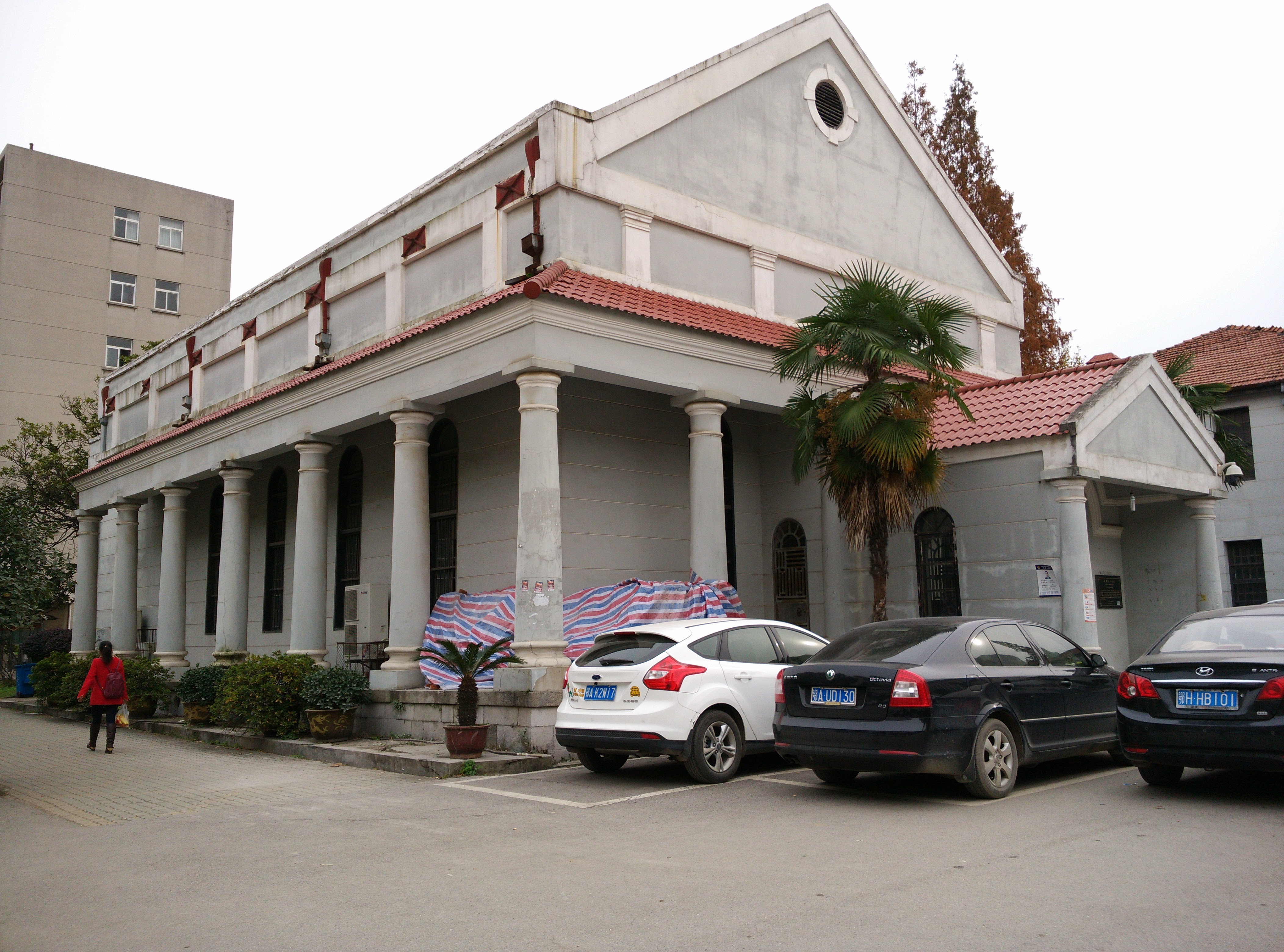
文华书院圣诞堂兼神学院

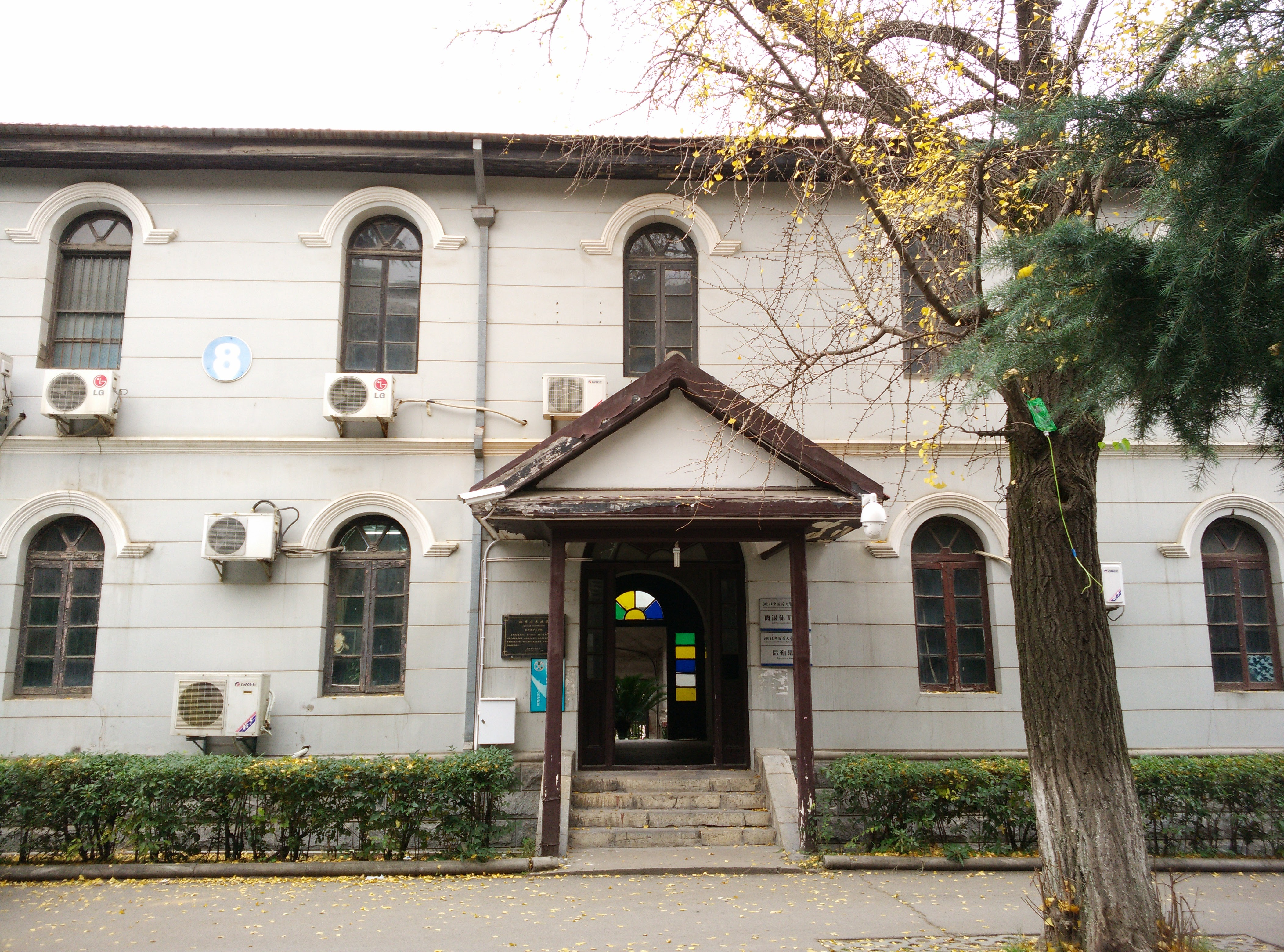
文华大学文学院教学楼

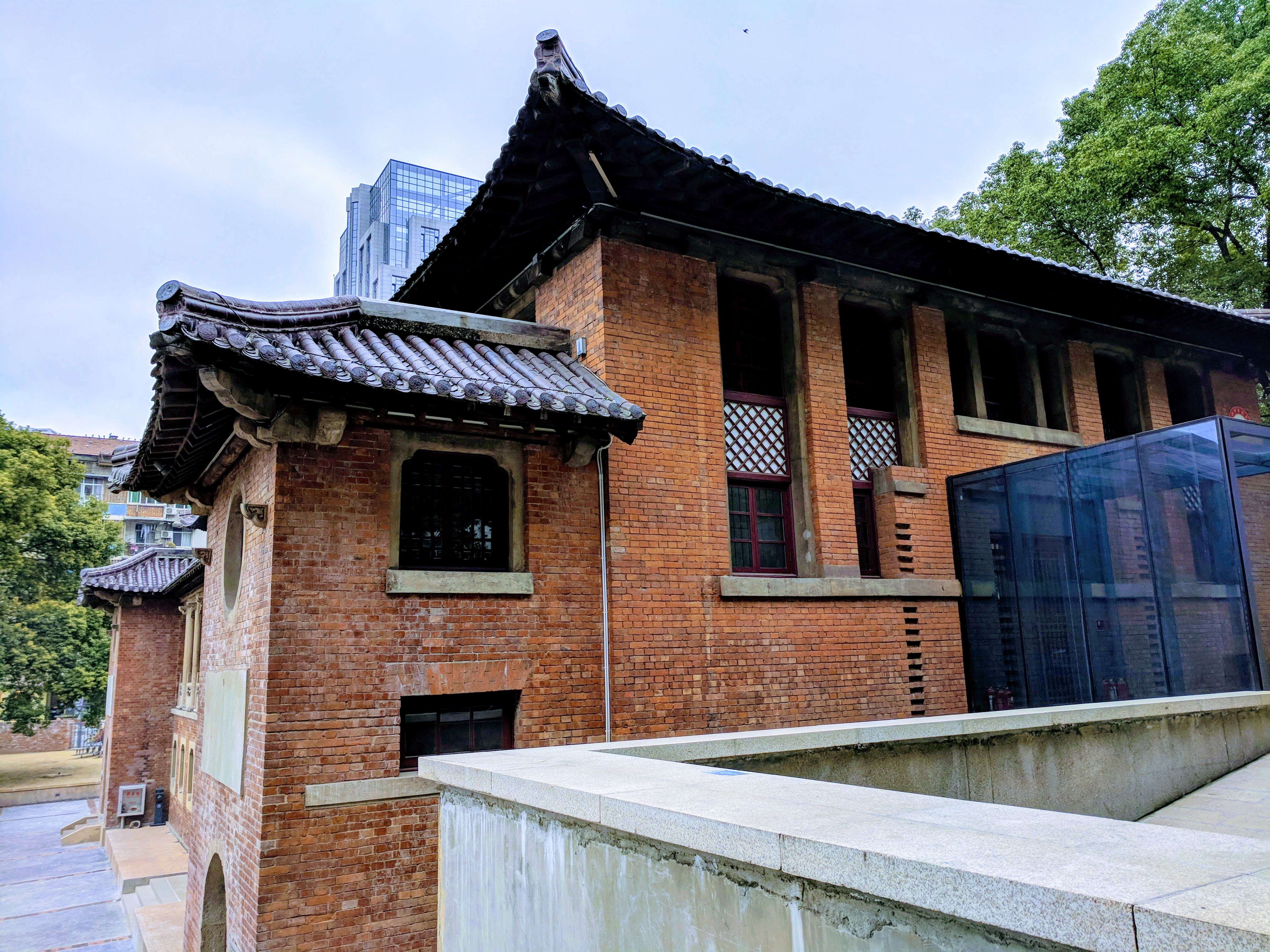
文华大学翟雅阁健身所

1835年，美国圣公会决定在中国开始传教，1866年，决定在中国内地开展传教工作，1867年，第一位主教抵达武汉。
1871年10月2日，美国圣公会在武昌设立了教会寄宿学校，定名为“The Bishop Boone Memorial School”，中文名为文华书院，以纪念圣公会来华的第一位主教文惠廉。这个日子也是华中师范大学校庆日的来源。
1890年，文华书院增设高中，成为六年制完全中学。1903年，文华书院设立了一个三年制的大学部，称为“正馆”。原中学部和补习班则称为“备馆”。从“备馆”毕业的学生，可继续升入“正馆”学习。
1909年，在时任文华书院校长翟雅各博士的努力下，文华书院在美国哥伦比亚特区注册成为一所正式大学，后于1911年首次授予九名学生学士学位。“正馆”执行大学学制，将学制改为四年，定名为“文华大学校”。“备馆”则改为“文华大学校中学部”。在杰克逊博士任职校长期间，文华书院的面积扩展到20英亩，在校中学生从100名增加到三百多名，大学生五十名。
1911年10月，辛亥革命武昌起义爆发，文华大学师生刘静庵、周苍柏、张纯一、卢春荣、余日章、韦卓民、康明德等人参加起义或为起义将士提供帮助，辛亥首义军歌《学生军军歌》由张纯一作词，余日章作曲，创作于1906年的文华大学圣诞堂，后来在革命将士中传唱开来，被选作起义军军歌。起义胜利后，康明德第一个将铁血十八星旗竖立于武昌蛇山上。
1924年4月，经华中大学理事会会议表决，《文华大学重组报告》和《划分文华大学与中学的建议》得到通过。文华书院划分为文华中学与文华大学，各自独立办学，互不存在隶属关系。文华书院校园从前门之后门的路以西的区域和建筑属于华中大学，以东的属于文华中学，在分界线上的圣堂共同使用。文华中学可以继续使用文华公书林，并可以在公书林的二楼礼堂召开大型会议，华中大学的学生则可以使用文华中学的翟雅阁健身所和运动场，直到购买土地建立华中大学体育场为止。
后来，文华大学与另两所高校合并组建华中大学，独立办学的文华中学致力于中学教育，为华中大学提供优秀生源，逐渐发展成为今武昌文华中学。
华中大学各前身中，以文华书院规模较大。早期建筑中圣诞堂至今保存完好，20世纪初，又陆续建造了教学楼、文华公书林（图书馆）、翟雅各健身所、多玛室、博约室、颜母室等建筑。

### 文华公书林
1899年5月6日，美国圣公会牧师韦德生的姐姐、图书馆学家、教育家韦棣华女士（被黎元洪誉为“中国现代图书馆运动之皇后”）来武昌看望弟弟，并在弟弟的建议下，留在中国，在文华书院担任英语老师的工作。
当时，文华书院藏书匮乏，阅读条件有限，而整个武汉三镇内，都没有一座向公众开放的公共图书馆。1902年，韦棣华女士深感于此，和友人一起筹办阅览室，称为「八角亭阅览室」。后来由于得到美国圣公会牧境堂教区所属学校的支持，藏书量日增，成为初具规模的图书室。图书室自成立之日起就对公众开放，还派人在武汉三镇派发阅览证，宣传公书林服务社会文化的意义。

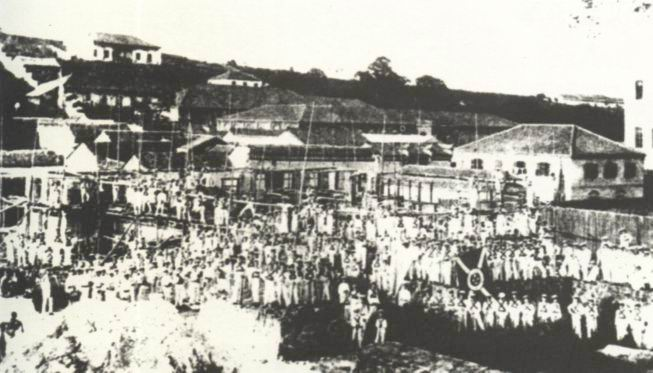
文华书院学生参加“文华公书林”的开工奠基典礼

1905年，文华书院的图书馆正式开工奠基。1910年春，韦棣华的学生沈祖荣协助韦棣华将馆舍扩大成图书馆，命名为文华公书林，5月16日举行隆重的开幕典礼，附设于文华大学，作为文华大学与文华中学共同的图书馆。文华公书林对武汉三镇市民开放，设立多处分馆，并在武汉各大中学校批量寄存图书供学生借阅，定期更换，还举办各种演讲会、音乐会、戏剧表演等活动。文华公书林是武汉第一所藏书公开、管理较为完善、具有公共图书馆性质的学校图书馆，也是中国第一所兼具公共图书馆性质的图书馆。1914年，韦棣华派出沈祖荣（中国第一位赴美留学攻读图书馆学的学生）赴美国纽约州立图书馆学校学习，获学士学位后于1917年归国。
据1918年3月调查，馆藏中文图书就有1,012种11,771册，西文6,704本。每季阅览人数达7,238人，年经费达3500元。图书采用《杜威十进位分类法》分编。
1920年，韦棣华与沈祖荣在武昌文华大学一起创办了中国第一个图书馆学教育机构——文华图书科。收大学毕业和肄业二年以上学生学习图书馆学专业，学制3年，分自费生与免费生两种。文华公书林成为该专业的实习图书馆，由学生协助管理。

## 华中大学的其他前身

### 博文书院
1885年，英国循道会创办武昌博文书院（Browen College），开设中文、数学、天文、地理、地质、宗教学、物理、化学等科目，学生成绩优异。
1907年，张之洞扩建武汉，修建「劝工场」，特拨大东门一块地修建山形西式楼房与博文书院交换。此时的博文书院分为中学部与大学部。据1910年数据，博文书院有学生130人，其中中学生106人，全部住宿。1909－1920年，博文书院共有22名大学生准予毕业，全部为文科学生。
1924年，博文书院大学部并入私立武昌华中大学，中学部继续独立办学，1928年更名为武昌博文中学，中华人民共和国成立后改制为武汉市第十五中学。

### 博学书院
1899年，英国伦敦传道会在汉口花楼居巷创办博学书院（Griffith John College），学生人数从建校时的40人发展到四年后的100人。开设课程有中文、算数、几何、代数、格致溯源、史地、图画、体操、圣经等，学费每年100元。
1907年，博学书院迁往汉口韩家墩，分为四部：中学部、师范部、神学部以及华英学校（大学部）。
1922年，学校开始从事高等教育，并向香港大学输送毕业生。
1924年，博学书院大学部并入华中大学。中学部继续独立办学，1928年更名为私立汉口博学初级中学，1932年恢复高中，改称私立汉口博学中学，中华人民共和国成立后改制为武汉市第四中学。2009年恢复原校名「博学中学」，新老校名同时挂牌。现其对外使用的校名为「武汉四中·博学中学」。

### 湖滨书院
1917年，美国复初会在岳州创办湖滨书院，1921年发展成为专科学校，1929年并入华中大学。

### 雅礼大学
雅礼大学的起源与众不同，她是十九世纪末二十世纪初美国大学生布道热运动的结果。
1901年，一些耶鲁大学学生和校友拟定布道工作计划，决定前往中国传教。1902年6月2日，耶鲁国外布道会成立。
1903年，各教会传教士决定邀请耶鲁布道会在湖南长沙建立一个教育机构和传教基地，耶鲁布道会接受了邀请，不久改名为雅礼协会，计划建立一所发展医药教育的高水平学校。
1906年11月16日，作为预科学校的雅礼学校在长沙开学，有24名学生。1908年，胡美博士（Edward Hume）开办了一所临时医院。1912年，首批毕业生从雅礼毕业。同年，雅礼与湖南省政府达成了开办医疗培训的尝试性协议。1913年，医科大学预科班和护士培训班开学，次年与湖南省政府达成长期协议，是年又增设文理学院。1916年，医科学校招收第一班学生。据统计，在并入华中大学之前，共有10届69名学生毕业。
1926年底，雅礼大学受政治时局影响被迫关闭，桂质廷博士带领几名希望继续求学的学生和许多自然科学仪器来到武昌，准备来年并入华中大学。
1929年，雅礼大学正式并入华中大学，雅礼中学继续独立办学，后发展为今长沙市雅礼中学，湘雅医学院也在雅礼大学校园内继续办学。

## 华中大学时期

### 筹备工作
1922年，在华中传教的五个传教会教育事务的负责人在汉口会晤，建议在武昌筹建华中大学。
各位负责人以为很快就能得到各自的组织同意，于是就把时间定在了1924年9月，地点定在文华大学的校园，暂定三年试验期。不料雅礼协会反对加入联合，复初会直到1924年9月开学前夕仍未表态，因此，华中大学最开始之时只是在美国圣公会、英国循道会、伦敦传道会三个组织资助下开办的。
1924年，武昌文华大学与武昌博文书院大学部、汉口博学书院大学部合并组成私立武昌华中大学，公推前文华大学校长孟良佐博士（美国人）为校长。
这时的华中大学是以文华大学为绝对主体建立起来的，校园、校长、主要师资力量和绝大多数学生均来自文华大学，博文书院则只派出了一位老师和两位学生，因此，与其说这时的华中大学是一所新学校，不如说它是文华大学的延续。三校大学部合并后，中学部继续各自独立办学，并为华中大学提供优秀生源。

### 建校初期
1924年9月8日，华中大学开始办学，设文、理、图书三科。华中大学有89名学生注册，其中有34名新生。
1924年10月2日（1871年该日，文华书院成立），举行华中大学开学典礼；11月1日，华中大学正式开学，这也是华中大学以后每年在11月1日举行庆祝活动的原因，此后每年的入学典礼和校庆日都在这一天举行。这一传统一直延续到1950年，后改为在文华书院成立日和华中大学开学典礼日10月2日举办校庆活动，这一纪念日被华中师范大学延续至今。同年12月，华中大学举行了韦棣华来华25周年纪念活动。
1925年，中国爆发了反基督教、反外国教会的运动，运动蔓延至武汉，引发警民冲突，导致若干学生死亡。几天后，文华中学和华中大学的学生都被放回家，这一年的毕业生也没有举行正式的学位授予典礼。
1925年9月10日，华中大学的第二个学年开始了，仅有75名学生注册。

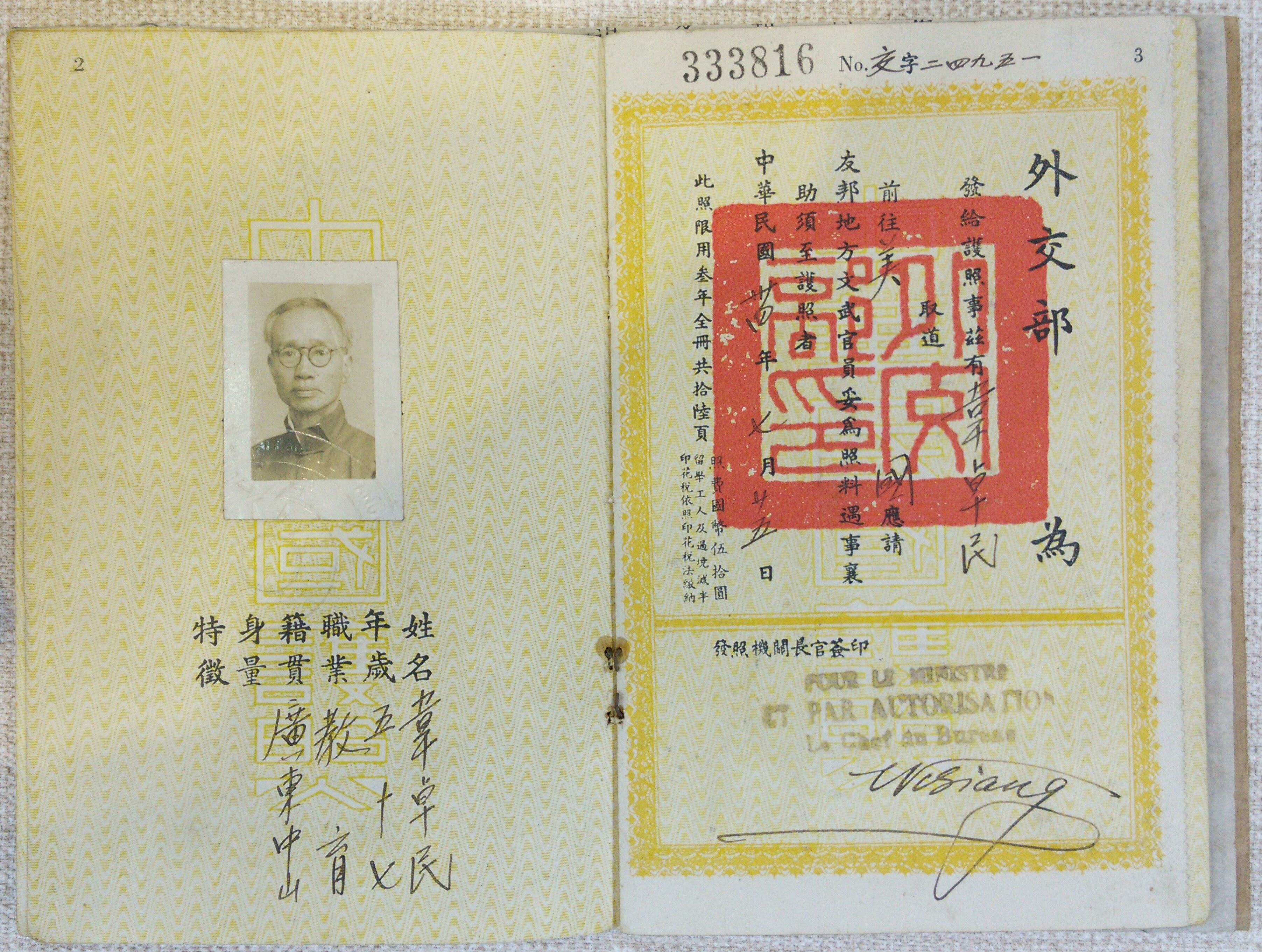
外交部颁发给韦卓民校长的护照

1926年，经过各传教会理事会讨论，华中大学持久计划获得通过，决定把华中大学办成男女同校的大学，将孟良佐校长原来的房子改建为女生宿舍。1926年10月25日，华中大学秋季开学注册，共有78名学生注册学籍，其中有11名女生。当年，雅礼大学桂博士携学生前来华中大学，充实了华中大学力量较为薄弱的理学院。
1927年2月，出于对政治局势的忧虑，大多数西方教职员离开学校，在韦卓民带领下，中国教职员工承担起了全部教学任务和校园工作。但不久后韦卓民前往伦敦大学攻读哲学博士学位，桂质廷博士前往沈阳任教于东北大学，孟良佐校长也早已于前一年前往美国为华中大学募捐，华中大学的办学陷入了困境。

### 华中大学停办与文华图书科独立
1927年5月，国民政府改革高等教育，华中大学、文华中学因受政治时局影响而停办，学生被送往华北或华东地区的大学继续完成学业。9月，政治局势稳定，文华中学复课，不到一年，注册学生超过200人。
沈祖荣坚持继续开办文华图书科。武汉国民政府准予立案，1929年8月，南京国民政府教育部核准立案，文华图书科独立出来，成立私立武昌文华图书馆学专科学校。

### 重建华大
1928年1月，孟良佐校长出席了在上海召开的高等教育委员会会议，讨论中国的教会大学的相关问题。许多与会代表主张不在华中地区保留教会学校，但是孟良佐校长提出了重建华中大学，并在1924年华大的基础上再扩大规模的提议。高等教育委员会同意了孟良佐校长的提议，并把华中大学列入《中国基督教高等教育规划》中。与会大学决议成立中国基督教大学董事会联会，后来成为中国基督教大学联合董事会（以下简称「联合董事会」），华中大学成为其会员学校。
1929年1月底，五个教会的代表在孟良佐的住处制定了华中大学重新开学的计划，并向各自的教会报告。5月，五个教会的代表再次会晤，选举韦卓民担任华中大学校长，任期五年。五个教会向华中大学提供教师，雅礼协会提供理科实验仪器，美国圣公会提供华中大学原校址。会议决定，华中大学招生规模为240人，其中三分之一为女生。华中大学重建时，设立文学院、理学院、教育学院三个学院，科系设置为：中文、历史、英语、经济、地理、宗教、生物、化学、物理，数学和音乐为较次要的系。
华中大学的领导人和负责文华图专的沈祖荣都希望文华图专重新成为华中大学的一部分，然而双方在学生训练、课程设置以及两校领导者的关系方面出现分歧，但在关系学生前途的毕业生学位问题上双方达成默契性的非正式协议，华中大学将文华图专达到要求的毕业生推荐至协作单位任职，三名学生被推荐至华中大学学习，并被授予正式学位。
1930年，文华图专决定正式成为独立学院，但仍在文华校园内办学，在华中大学图书馆附属建筑内上课，在华中大学图书馆实习，并住在图书学校的房子里。文华图专校长沈祖荣继续担任华中大学图书馆馆长。直至抗战时期两校分别迁往云南和重庆，他才离开这一位置。
1931年，韦棣华女士因病在武昌逝世。后来，华中大学和文华图专曾在1937年和1947年两度为复合而努力，但很遗憾最终仍未成功。
按照中华民国政府的规定，拥有三所及以上学院的大专学校为大学，否则为专科学校，华中大学刚好达到标准，1931年12月，教育部批准华中大学以「大学」的级别注册。在接下来的几年，学校体系逐渐完善，教学设备和建筑日趋丰富，学校开始进入鼎盛发展时期。1935－1937年，华中大学注册学生人数突破200人，师资力量也有所提升，1936年6月，27名毕业生被授予学士学位，这是华中大学成立以来人数最多的一届毕业生。
随着华中大学的毕业生逐渐走向社会，在各大领域崭露头角，1937年，华大校友会正式成立，并选派三名成员担任校董会董事。

### 抗战时期
全面抗战爆发后，原定前往南京、北平、上海等地求学的学生放弃计划，改为留在武汉高校学习，其中大量学生进入华中大学，使得学生人数超过了计划招收的240人，再加上金陵大学部分师生逃往武汉，借用了华中大学的部分设施，导致华中大学设备紧张。
华中大学校医院桂雄五博士带领几名学生在武昌南站成立了一个救护站，救护路过的负伤战士，受到了国民政府的嘉奖。
12月13日，南京沦陷，武汉危急，华中大学许多师生提议西迁，但校评议会认为日军不会立刻夺取武汉，所以决定先派几位老师到西边探探风，学校工作照常进行。至次年6月学年结束，日军仍未进攻武汉，华中大学校园也没有在日军空袭中受到损伤。事实证明，学校领导对时局的判断是正确的。6月初，哈佛大学燕京学社为华中大学下一学年拨款4000美元，联合董事会也为华中大学募集到一笔资金，华中大学获得了西迁的经费。
参考几位前去探风的老师的报告，校董会决定开始西迁，学校先走水路到湖南衡阳，再乘火车至桂林，桂林校友会和广西大学为华中大学提供了许多帮助，但是随着形势变化，10月份，广东和湖北相继沦陷，桂林成为了政治军事中心，连日遭到日军轰炸，学校不得不再次西迁。1939年元月，学校的师生员工借道越南前往云南昆明。经云南省教育厅龚自知厅长推荐和韦卓民校长实地考察，华中大学决定迁至大理喜洲。在喜洲租借民房作为教学生活建筑，并曾短暂地与广州协和神学院合作办学。
在桂林与喜洲期间，华中大学曾分别发行校刊《华大桂声》和《华大滇声》。其中前者恰好与后来的华中师范大学校址桂子山与校花桂花暗合，也因此成为后来的华中师范大学校媒名称。
抗战期间，华大学生积极组织抗日运动，宣传抗日、民主、救国等进步思想。从西南联大政治系转学来的李志疆在1940年组织了「社会科学研究会」，创办《苍洱半月刊》。1942年，日军进犯云南腾冲龙陵一带，华中大学学生和大理师范学生、当地高中生百余人组织义演《放下你的鞭子》、《游击队之母》等戏剧，从当地工商界募捐得法币四万余元，送到前线慰问抗日将士。「一二·一」昆明学生运动时，华中大学通电支持。
华中大学筹备迁校事宜时，曾邀请文华图专一同迁校，但沈祖荣拒绝了这一建议，决定携文华图书馆专科学校及文华公书林部分图书一起迁往重庆。由于时间以及运输等原因，仅仅在文华图专保存的文华公书林藏书中选带了两千余册图书、档案运往重庆。1938年武汉沦陷后，文华公书林未带走的四万余册书刊损失殆尽，馆舍建筑遭到严重破坏。抗战结束后，华中大学和文华图专相继返汉，二者分别建设自己的华中大学图书馆和韦棣华纪念图书馆，均不再沿用文华公书林之名。

### 战后返汉
1943－1944年，华中大学组建战后规划委员会，制定了战后十年发展规划。计划将学生人数扩展到600－800人。1945年8月，抗战胜利，华大得到消息后决定缩短该学年的假期时间，争取在1946年4月前完成全学年教学任务，并在4月底返汉复校。
1945年10月份，孟良佐校长先行一步回到武汉，开始筹备复校工作。但文华校园被军队进驻，经过长时间交涉，军队终于撤退，华中大学开始组织人员修复校舍建筑，并在校外租借了部分房屋，解决了教学设施和师生住宿问题。1946年，美国圣公会将文华校园内的文华图专全部建筑划归华中大学使用，华中大学获得了大量的教学用房；由于战后重建工作和市水电的供给，华中大学终于结束了自办水电的历史。同时，经过署理校长卞彭年的努力，华中大学师资力量逐渐充实。
1946年，返汉复校后的第一个学年，有两千多人报考华中大学，三百人被录取。于是，华中大学开始了她的学生人数最多、教师队伍最为壮观的复校第一年。复校后，学校设有文学院（中国文学系、外国文学系、经济商业系、历史社会系、哲学心理组、宗教组），理学院（物理系、生物系、化学系、数学组），教育学院（教育学系、音乐组，1947年增加教学系、体育组）共三个学院九个系五个教学组。
受到国民政府金圆券政策影响，给学校带来了很大的经济困难，校方不得不将教职员一月一次的工资改为分两次分别发出。后来改为以美元作为计薪单位，防止薪水贬值。
1947年，华中大学从国内外购买图书和设备，开始重建图书馆。1948年春，在英国在华基督教大学促进会的联系下，兰克约瑟基金会向华中大学捐赠四千五百英镑用于新图书馆建设。
在1948年，战争局势变得明显不利于国民党，中国的十三所教会大学在上海召开「应变紧急会议」，会上讨论了当前所面临的形势和教会大学的应变措施，提出「目前的趋势是社会主义与共产主义的兴起，在社会变动中教会能担任什么角色」的问题。会议决定坚定学生的基督教信仰，鼓励学生献身宗教，加强学生的课业负担和课外活动，使之无暇参加政治运动的方针。但在张敏、李丽华、陶汉芬、尚家齐等中共学生领袖的领导下，华中大学成立了共产党的地下支部，在华中大学校内发展党员，并得到了许多老师的支持，在斗争激烈时，为了免受损失，有些地下党员还到外籍教授家中暂避，得到他们的保护。华大学生们还组织了“活命大拍卖”的公宣活动，组织民教站用自编课本教铁路工人识字，参与了全市悼唁武汉大学“六·一”惨案烈士活动、后潮救灾、抗议景明大楼美军强奸案和北京沈祟案等政治活动。
武汉解放前夕，国民政府曾「劝告」韦卓民带学校迁往桂林，韦卓民拒绝了这一带有胁迫性的「劝告」，要求全校「爱护学校、风雨同舟、力持镇静」。

### 中共执政后
1949年5月16日，解放军占领武汉。包括华中大学在内的武汉各大高校学生与市民一起涌上街头欢迎解放军入城，学生们还主动上街，志愿为市民讲解新政府的政策。
1950年，校长韦卓民作为发起人之一，参与了中国基督教「三自革新」运动的发起，作为教会大学的华中大学，也因应这一运动，调整了自己的宗教政策。
华中大学组织了研习会，学习新政府的政策和共产主义运动的基本知识。许多外籍教师对共产党抱有期待，表现积极，华中大学校委会通过了外籍地理老师、华中大学劳动模范陶吉亚的提议，将华大办学宗旨中「培养中国之忠实国民」改为「培养世界公民」，以因应共产党所倡导的国际主义。但也有外籍教师受到冲击，例如席珍珠老师因为在课堂上发表「西藏不属于中国」、「中国的关税不应该自主」等言论，遭到学生批判，被华中大学开除。
中共執政初期，华中大学与新政府的关系相当融洽，宗教事务也正常进行，但到了1950年，形势急转直下。一方面，中国人民志愿军参与抗美援朝战争后，美国宣布冻结新政府在美国的全部资产，中国大陆也做出了对等的回应，其中一个部分就是教会大学的国有化；另一方面，由于韦卓民在与美国的信中赞扬了解放军军纪良好、讲道理、有礼貌，遭到美方人士质疑，甚至怀疑韦卓民受到了共产党的收买或者胁迫，他们认为共产党统治后会破坏一切，尽管有联合董事会执行秘书麦默伦等人的努力弥合，但华中大学与教会的关系变得不如从前。
我们和解放军人员有过接触，……，他们良好的纪律及礼貌给我们很好的印象。这是在旧政府下兵士中没有见到过的现象。在和新政府人员的接触中，他们是十分诚实而讲道理的，他们的态度是令人敬佩的。生活在这样的时代很有趣，每件事都是那么新奇，那么富有挑战性，每个人都有着这样混合着一些焦急的期望，但这同样是有趣的，它使人又变得年轻了。——韦卓民致麦默伦的信
在国内外形势变化下，华中大学主动与政府接洽，申请改制为公立大学。华中大学的改制方向是一所师范大学，以适应中南地区教育师资的需要。1952年7月，成立了以中原大学校长、中南军政委员会教育部部长潘梓年为主任委员，韦卓民校长和中原大学教育学院王自申院长为副主任委员的改制委员会，随着中原大学、中华大学及其他高校部分科系的并入，华中大学逐步改制为华中高等师范学校。
1952年的这次大规模院系调整，奠定了其后近四十年高等教育的基本格局，并一直影响至今，包括华中大学在内的所有教会学校也一并随之走入了历史。
美国圣公会的「华中大学基金会」为华中大学保留海外资产至今。

## 华中高等师范学校的其他主要前身

### 私立武昌中华大学
私立武昌中华大学，是中国第一所不靠政府和外国人而独立创办的私立大学。它将中国古代兴办私学的教育传统和近代日本、欧美大学体制相结合，开创出符合近现代中国国情的高等教育模式。
1912年，湖北黄陂县陈宣恺和陈朴生先后捐田二百石，白银三千两，官票五千串，家藏书籍三千余部，同时还争得友人的支持和帮助，经过一番努力，筹建了私立中华学校，分设男女两部、中学部，由陈宣恺先生任校长。租校舍于武昌府后街与昙华林两处。同年八月开始招生。1915年3月，教育部正式认可该校为大学，并以倡办人陈宣恺为学校正式代表人。1938年，抗日战争爆发，中华大学奉令疏散，先西迁湖北宜昌小溪塔，武汉沦陷后，又迁到重庆市南崖米市街。1939年，学校在渝租借基地，筹建临时校舍。1946年春，学校复员迁回武昌旧址。
1952年，全国高等学校院系调整，中华大学的化学、国文两系与私立华中大学等高校合并成立华中高等师范学校。
1953年，中华大学、中原大学、武汉大学等高校相关系科合并成立中南财经学院（即中南财经政法大学）。其他科系并入武汉大学。

### 中原大学
中原大学是1948年国立河南大学的左翼势力在河南省宝丰县大白庄村建立新河南大学的基础上由时任中共中央中原局第二书记陈毅改名为中原大学，国立河南大学教授范文澜出任校长。随着形势变化，1948年11月中原大学又迁回开封，由潘梓年担任校长。1949年8月，中原大学的医学院归入河南大学，中原大学的教育、财经、新闻等院系搬迁至武汉市，至1952年被拆分至新组建的中南财经政法大学和华中师范大学。

## 华中师范时期
由于华中高等师范学校、华中师范学院和华中师范大学除名称外没有显著的区隔，因此统称为华中师范时期，各个阶段不单列章节。
1952年全国高校院系调整时，以原公立华中大学为主体，集中了私立中华大学，广西大学湖北教育学院，南昌大学，华南师范学院，平原师范学院，海南师范高等专科学校组建了华中高等师范学校。文华图专和韦棣华纪念图书馆在此次调整中并入武汉大学，真正地与华中大学分道扬镳，发展成为今武汉大学信息管理学院。
1953年学校改名为华中师范学院。
第一任院长王自申在两年多任期中主持了院系调整和资源、设备整合工作；并且决定全面学习苏联；动员全校师生参与桂子山新校区建设，逐步从昙华林校区向桂子山搬迁。1954年2月，王自申院长病逝于任上。
第二任院长杨东莼在学校讲话中强调“建设社会主义需要真才实学”，反对“突出无产阶级政治”，弱化教学的主张，将华师的工作拉回到「以教学为主」的正轨上。1954年到1966年的12年中经历了多次政治风波和三年困难时期，虽然多次严重损害学校元气，但是华师较为平稳地经受磨炼熬了过来。桂子山校区的建设初步完成，学校完全搬迁到了新校区，随着华中大学和文华图专相继重组离开，文华校园划归湖北中医药大学使用。华师的教学与行政两支队伍也已经形成，为华师将来几十年的发展奠定了基础。
1962年湖北大学的一部分并入。1965年起，华中师范学院开始接受外国留学生。1970年，中南民族学院的一部分、湖北教师进修学院、湖北函授学院并入。
文革期间，华师也受到巨大波及，许多同学、老师因为莫须有的罪名遭到批判，学校的教学科研秩序遭到严重破坏。例如后来成为华师校长的章开沅老师，被红卫兵认定为隐藏在桂子山的「中宣部黑线人物」遭到批斗，章老师与朋友交流学术的「紫竹院把酒论学」被视为造反派秘密集会。位于学校旁边的大总统黎元洪墓被来自华师和武大的红卫兵砸毁。
改革开放后，华师的发展重新走入了正轨。1985年8月5日，经国家教委批准，学校更名为华中师范大学。由于中原大学在中国教育史、革命史中的重要地位，以及中原大学与华中师范大学的关联，1984年3月26日，教育部根据中宣部的指示，发出了《关于编写〈中原大学校史〉的通知》，由“中原大学的后继者之一”华中师范大学作为主编单位，由华中师范大学顾问陶军任主编。由于邓小平是中原大学的创办人之一，华师在为编写《中原大学校史》进京搜集资料和采访以及后来将书稿送中央审阅期间，趁机邀请邓小平为华师题写校名。11月20日，邓小平应邀题写「华中师范大学」。
2001年，已划归湖北中医药大学的文华校园内，文华公书林馆舍遗址遭到拆除。
2005年，华中师范大学进入211工程重点建设高校名单，2007年获得985优势学科创新平台专项经费支持。
2011年，华中师范大学图书馆新馆落成，旧馆不再承担图书借阅职能，改制为校史馆、档案馆、新闻传播学院、学生心理咨询中心和学生事务大厅的办公地点，并复名「文华公书林」。

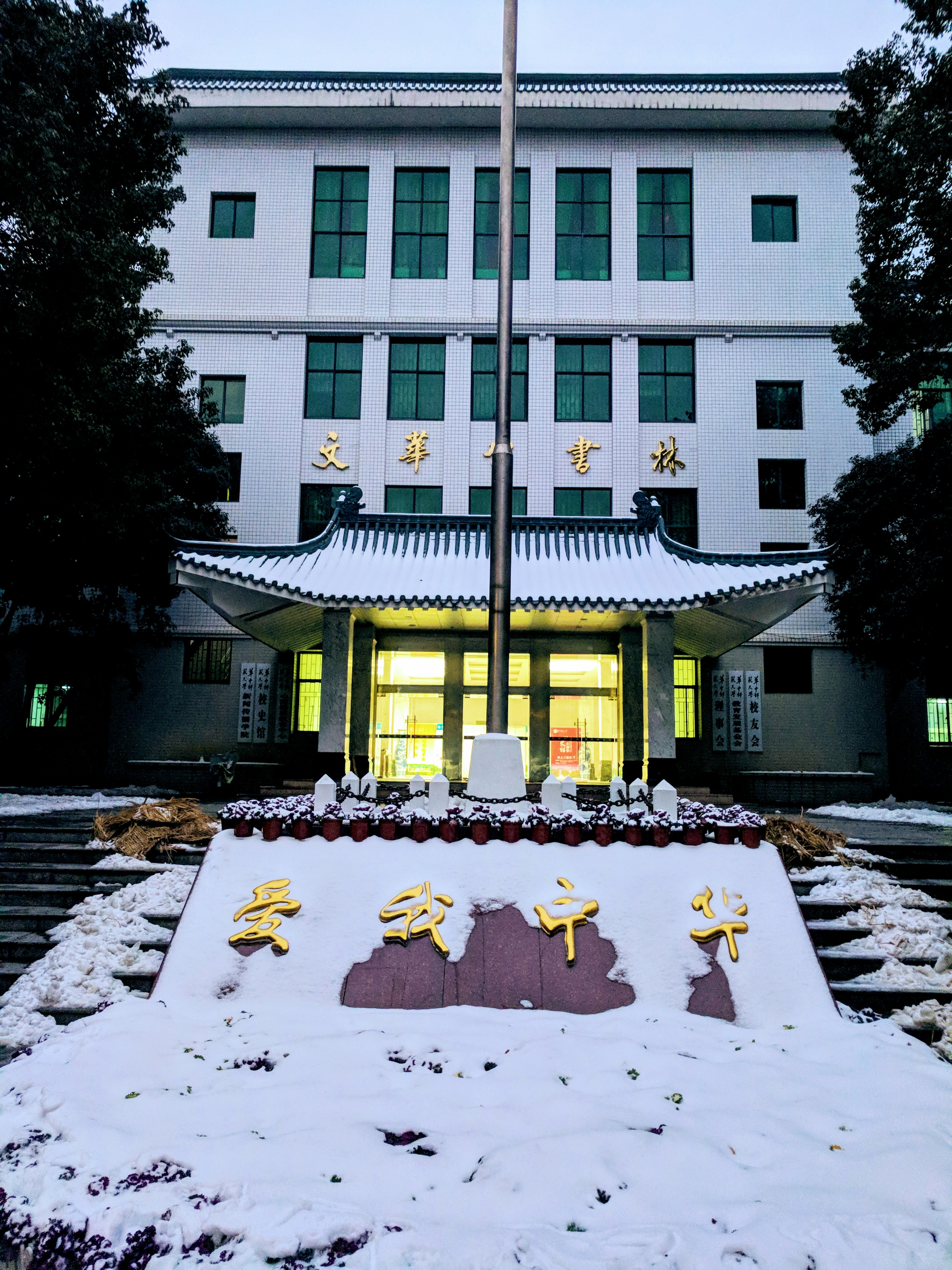
华中师范大学老图书馆（文华公书林）

## 历任校长一览表
| 学校名称及起讫年月                | 姓名                          | 职务                     | 任职时间         |
| --------------------------------- | ----------------------------- | ------------------------ | ---------------- |
| 文华大学 1903－1924.7             | 翟雅各（詹姆斯·杰克逊）       | 校长                     | 1903－1915       |
| 文华大学 1903－1924.7             | 孟良佐（艾尔弗雷德·A·吉尔曼） | 校长                     | 1915－1924       |
| 私立华中大学 1924.9－1951.9       | 孟良佐（艾尔弗雷德·A·吉尔曼） | 首任校长                 | 1924－1929       |
| 私立华中大学 1924.9－1951.9       | 韦卓民                        | 校长                     | 1929－1951       |
| 公立华中大学 1951.9－1952.11      | 韦卓民                        | 华中大学改制委员会副主任 | 1951.9－1952     |
| 公立华中大学 1951.9－1952.11      | 潘梓年                        | 中原大学校长兼党委书记   | 1948.11－1949.12 |
| 公立华中大学 1951.9－1952.11      | 潘梓年                        | 华中大学改制委员会主任   | 1949－1952.11    |
| 华中高等师范学校 1952.11－1953.10 | 潘梓年                        | 建校委员会主任委员       | 1952.11          |
| 华中师范学院 1953.10－1985.8      | 杨东莼                        | 院长                     | 1954.4－1957.6   |
| 华中师范学院 1953.10－1985.8      | 刘介愚                        | 院长                     | 1963.4－1966     |
| 华中师范学院 1953.10－1985.8      | 刘介愚                        | 党委书记                 | 1954－1966       |
| 华中师范学院 1953.10－1985.8      | 刘介愚                        | 党委书记                 | 1980.12－1983.12 |
| 华中师范学院 1953.10－1985.8      | 白瑞西                        | 临时党委书记             | 1972.6－1980     |
| 华中师范学院 1953.10－1985.8      | 白瑞西                        | 革委会主任               | 1972.10－1978.8  |
| 华中师范学院 1953.10－1985.8      | 白瑞西                        | 院长                     | 1978－1980.1     |
| 华中师范学院 1953.10－1985.8      | 高原                          | 党委书记                 | 1983.12－1985.12 |
| 华中师范学院 1953.10－1985.8      | 刘若曾                        | 院长                     | 1980.12－1983.12 |
| 华中师范学院 1953.10－1985.8      | 章开沅                        | 院长                     | 1983.12－1985.8  |
| 华中师范大学 1985.8至今           | 章开沅                        | 校长                     | 1985.8－1991.3   |
| 华中师范大学 1985.8至今           | 王庆生                        | 校长                     | 1991.6－1999.1   |
| 华中师范大学 1985.8至今           | 高原                          | 党委书记                 | 1985.8－1986.4   |
| 华中师范大学 1985.8至今           | 戴绪恭                        | 党委书记                 | 1986.12－1995.11 |
| 华中师范大学 1985.8至今           | 路钢                          | 校长                     | 1999.1－2001.2   |
| 华中师范大学 1985.8至今           | 谷士文                        | 校长                     | 2001.2－2003.4   |
| 华中师范大学 1985.8至今           | 晏章万                        | 党委书记                 | 1995.11－2003.6  |
| 华中师范大学 1985.8至今           | 马敏                          | 校长                     | 2003.6－2011.9   |
| 华中师范大学 1985.8至今           | 马敏                          | 党委书记                 | 2011.1－2017     |
| 华中师范大学 1985.8至今           | 丁烈云                        | 党委书记                 | 2003.6－2011.1   |
| 华中师范大学 1985.8至今           | 杨宗凯                        | 校长                     | 2011.9至今       |
| 华中师范大学 1985.8至今           | 黄晓玫                        | 党委书记                 | 2017年至今       |

## 扩展阅读
- 文华书院
- 华中大学
- 华中师范大学
- 中国高等院校院系调整